# The Afterlove
The Afterlove er det femte studiealbum fra den britiske singer-songwriter James Blunt, der blev udgivet den 24. marts 2017 via Atlantic Records. For at promovere albummet tog Blunt på turnéen The Afterlove World Tour i august 2017.

## Spor
| #   | Titel                      | Producer(e)                                  | Længde |
| --- | -------------------------- | -------------------------------------------- | ------ |
| 1.  | "Love Me Better"           | Tedder Skelton                               | 3:38   |
| 2.  | "Bartender"                | Teddy Geiger, Daniel Parker                  | 3:13   |
| 3.  | "Lose My Number"           | Tedder, Skelton                              | 3:28   |
| 4.  | "Don't Give Me Those Eyes" | Stephan Moccio                               | 3:44   |
| 5.  | "Someone Singing Along"    | Steve Robson                                 | 3:33   |
| 6.  | "California"               | Moccio, Jay Paul Bicknell (additional prod.) | 3:20   |
| 7.  | "Make Me Better"           | Sheeran                                      | 3:52   |
| 8.  | "Time of Our Lives"        | Andrew DeRoberts, Tedder                     | 4:30   |
| 9.  | "Heartbeat"                | Robson                                       | 3:21   |
| 10. | "Paradise"                 | Martin Terefe                                | 3:32   |

| 11. | "Courtney's Song"                                    | Terefe         | 4:26 |
| 12. | "2005"                                               | Terefe         | 4:05 |
| 13. | "Over"                                               | Geiger, Parker | 4:14 |
| 14. | "Love Me Better" (music video) (iTunes version only) |                | 3:40 |
| 15. | "OK" (Robin Schulz featuring James Blunt)            | Schulz         | 3:09 |

## Hitlister
| Hitliste(2017)                 | Højestek placering |
| ------------------------------ | ------------------ |
| Australien (ARIA)              | 7                  |
| Østrig (Ö3 Austria)            | 7                  |
| Belgien (Ultratop Flanderen)   | 17                 |
| Belgien (Ultratop Vallonien)   | 8                  |
| Canadiske Albummer (Billboard) | 6                  |
| Holland (Album Top 100)        | 10                 |
| Frankrig (SNEP)                | 14                 |
| Tyskland (Offizielle Top 100)  | 6                  |
| Ungarn (MAHASZ)                | 4                  |
| Irland (IRMA)                  | 7                  |
| Italien (FIMI)                 | 10                 |
| New Zealand (RIANZ)            | 13                 |
| Skotland (OCC)                 |                    |
| Spanish Albums (PROMUSICAE)    | 19                 |
| Schweiz (Schweizer Hitparade)  | 4                  |
| Storbritannien (OCC)           | 6                  |
| US Billboard 200               | 177                |

| Hitliste (2017)                    | Placering |
| ---------------------------------- | --------- |
| Australian Albums (ARIA)           | 79        |
| Swiss Albums (Schweizer Hitparade) | 40        |